# Gears of War (banda desenhada)
Gears of War, é uma série em andamento de bandas desenhadas da série Gears of War. As publicações abordam a história que passa entre os jogos Gears of War e Gears of War 2.

## História da publicação
A Epic Games e a DC Comics anunciaram em 17 de Abril de 2008 que quadrinhos baseados na história de Gears of War seriam lançados. Estes quadrinhos seriam publicados pela subsidiária da DC, a Wildstorm e escritor por Joshua Ortega com a arte feita por Liam Sharp. A primeira série, intitulada "Hollow" tem como constituintes os quadrinhos de #1 a #6, seguido por "The Quickening", tendo como colorista Simon Bisley e arte-finalista Henry Flint. Sharp, Flint, Joel Gomez e Trevor Hairsine provendo a arte para uma única edição, chamada "Harper's Story" no número #8, após Sharp voltar para a séria multiedição "Barren", iniciada na edição de número #9.
Em adição a série principal dos quadrinhos, houve a publicação de The Gears of War: Sourcebook, que contém uma coleção de imagens de diversos artistas da indústria dos quadrinhos. Esta edição também contem uma história de Joshua Ortega intitulada "One Day", que conta de um conflito interno de Dominic(Dom) Santiago.

## Enredo

### "Hollow"
Nesta série dos quadrinhos Gears of War, Marcus Fenix está treinando um novo recruta, Jace. O pelotão Delta composto por Marcus, Dom, Jace e Gil, procura por "Badlands" por pelotões perdidos. Eles encontram um outro gear, Cabo Michael Barrick do "Echo Six". O resto dos membros de seu pelotão foi morto em combate. Eles montaram acampamento onde Dom e Marcus contavam histórias de guerra para os outros membros do pelotão. Pela manhã, eles encontram alguns "Drones Locust". Gil é seriamente ferido logo após a chegada de dois "boomers". Enquanto o resto do pelotão derruba os inimigos, Gil morre nos braços de Jace. Jace relembra a cena de seu próprio que também morreu em seus braços, porém, Jace não derramou uma lágrima. O pelotão retorna a Jacinto para um período de descanso de uma semana. Dom e Anya se encontram, e Dom agradece a ela pelas buscas efetuadas pela sua esposa Maria. Anya continua e encontra Marcus Fenix num bar. Dois rapazes tentam se aproximar de forma forçada de Anya, porém, Marcus os afasta, e descobrindo quem é Marcus Fenix, os rapazes saem de cena. A semana acaba, e Dom, Marcus e Jace terão Michael Barrick como novo membro de seu pelotão.

### "The Quickening"
Durante a invasão de sua ilha natal, Tai Kaliso confrontou os soldados Indie na floresta. Após testemunhar seu vilarejo ser arrasado pela UIR, Tai reconhece que não possui mais razões para viver, e se torna membro do 26ª Infantaria Real Tyran (26th Royal Tyran infantry). O mesmo "gear", Marcus Fenix, convida Tai para lutar pelo COG, pois gostariam que ele integrasse o lado ganhador. Anos depois, Tai, juntamente com o 26º, estava em uma batalha em Aspho Fields. Tai matou facilmente um Indie e feriu gravemente outro, no qual o utilizou como escudo (Meat Shield) para passar.
Vários anos após a ofensiva da bomba de luz(Lightmass Offensive), Tai explica ao Jace o quão sagrada é a vida. Mais tarde, durante uma invasão a Landtown, o Rig D77 é destruído por "Tickers" porém Tai sobrevive. Ele então se une ao esquadrão Delta. Horas após, Tai e Dizzy entram em combate corpo-a-corpo com Skorge. Calculando que não conseguiria derrotar Skorge, ele ordena Dizzy para escapar. Tai então é capturado pelos Locust e processado. Após horas de tortura, sua alma já havia saído do corpo, e quando o esquadrão Delta chega para seu resgate, Tai retira a própria vida.

### "Harper's Story"
Nos quadrinhos Jonathan Harper conta sua própria história. A sua história começa quando seu pelotão estava no trem que carregava a bomba de luz(Lightmass Bomb) para o seu despejo. Mais tarde ele contava como ele e seu pelotão testemunharam a detonação, e o quão bonita era aquela cena. Então ele afirma que os Locust não foram completamente exterminados, e contou que uma nova ameaça se aproximava, denominada Rust Lung. Ele conta que vários soldados foram testados em uma nova doença denominada Rust Lung por Michael Barrick. Vivian Merriweather disse que Jon não tinha tal doença mas que era incapaz de entrar em combate, ofendendo Jon que acabou partindo. Mais tarde ele encontra a cura, e é mandado para os subterrâneos na operação "Hollow Storm". Mais tarde, Jon é capturado e fica bastante debilitado. Ele escapa da prisão onde foi capturado, a mesma onde Maria estava sendo mantida, e resgatou uma família que estava evacuando de Jacinto, levando alguns tiros que o levaram a morte perto de "sinkhole".

### "Barren"
Seguindo um sinal dificultoso da cidade de guerrilha Jilane, o pelotão Delta foi despachado para ajudar na investigação de um único batedor denominado Alex. O grupo, juntamente com o pelotão Sigma, irá explorar um dos elementos mais obscuros do universo Gears, e para contar seu pungente e único conto, Joshua Ortega irá se unir ao presidente da Epic Games, Mike Capps.

## Recepção
O blog Weekly Comic Book Review deu a seguinte opinião: "A arte, diálogo e história são parte de um maravilhoso trabalho usando a atmosfera e os personagens, gerando um grande efeito", porém a Weekly se admira como os quadrinhos funcionam até para os que não são familiares ao jogo. Na segunda história(#2), eles sentiam que os desenhos e artes efetivamente traziam a violência e o ambiente de guerra as páginas, juntamente com o diálogo estereotipado do "garoto fortão padrão de filmes de ação", sendo mais do que era esperado e especulado, concluindo, que a tiragem em folhas e livro trazem boas experiências.A Comics Bulletin também ficou encantada com a audiência que a série está querendo atingir, tendo como público alvo não apenas os fãs do jogo, e eles criticam e sentem que os quadrinhos de Gears of War não estão acessíveis o suficiente a leitores rotineiros.
Benjamin Birdie opinou sobre a segunda edição(#2) pela Comic Book Resources, não pegando a primeira edição por apenas ter rapidamente paginado, criticando que a arte era composta por "traços imprecisos, e sujeiras". Entretanto, ao ler a segunda edição, ele mudou sua mente dizendo que "o trabalho de Liam Sharp o fez sentar e ler tal edição, funcionando totalmente no contexto daquela série" e concluiu que "é estranho que um artista possa ter tanta diferença sendo pouco apelativo visualmente, mas permitindo que sua criação pudesse ter um incrível talento". Ele sugere que Ortega fez algo "razoavelmente decente", e que com o diálogo da história entregou o que era necessário para que quadrinhos no cunho Gears e Ortega formassem a melhor amalgama de peças de conflito e violência.

## Edição Única
A série de quadrinhos é agrupada em:
- Gears of War (160 páginas, Wildstorm, Capa dura, Novembro de 2009, ISBN 1-4012-2520-9).